# Tiotixen

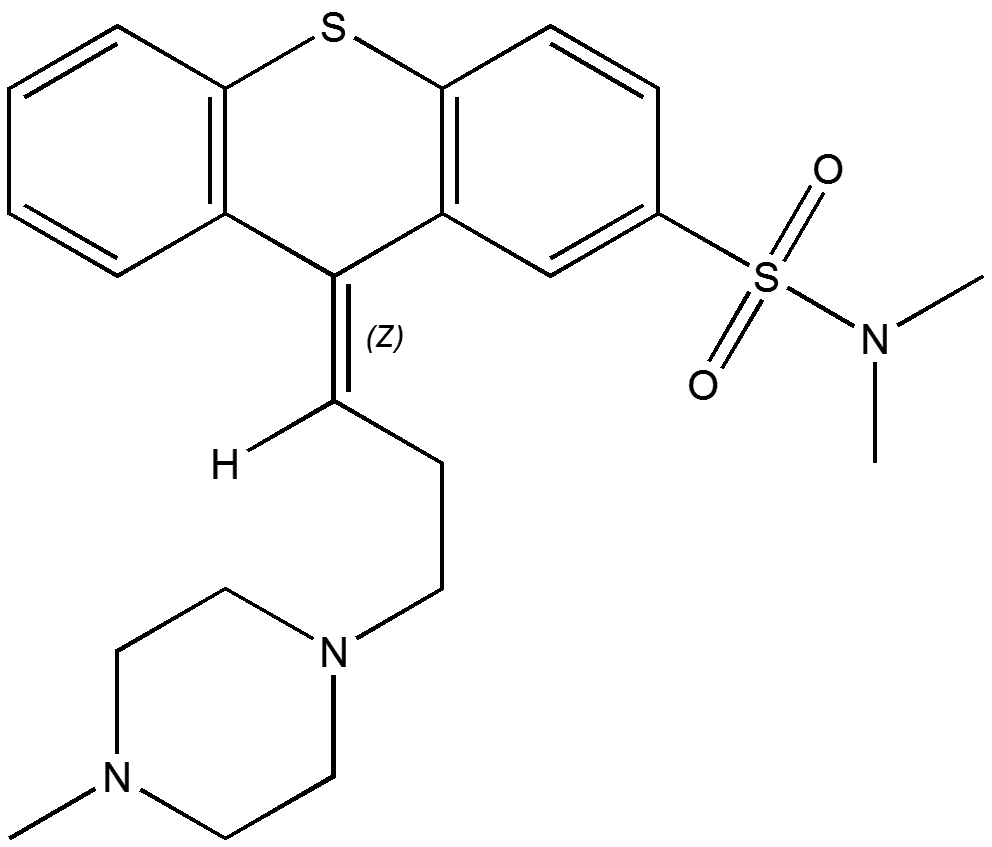
Strukturformel för tiotixen.

Tiotixen är ett neuroleptikum som används som läkemedel mot psykoser introducerad av Pfizer den 24 juli 1967. 
Varunamn för ämnet är Navane. Ämnet är ett tioxantenderivat och är cis-isomeren av N,N-dimetyl-9-[3-(4-metyl-1-piperazinyl)-propyliden]-tioxanten-2-sulfonamid. Halveringstid är 10-20 timmar.
Navane fanns i kapslar. Kapselform 2-10 milligram började marknadsföras 31 december 1969. I Sverige avregistrerades Navane vid 1 augusti 1978. Det var Pfizer som hade ansvaret för Navane. Navane marknadsförs fortfarande i vissa delar av världen.
Navane hade risk för förlängt QT-intervall.